# Щербак, Владимир Николаевич
Владимир Николаевич Щербак (24 января 1939, Попасная, Ворошиловградская область, Украинская ССР, СССР — 12 декабря 2010) — советский и российский государственный деятель.

## Биография
В 1956 году поступил Армавирский механико-технологический техникум, который закончил в 1959 году. Работал бригадиром овощного цеха Крымского консервного комбината (Крымск Краснодарского края).
В 1959—1961 годах проходил срочную службу в Советской Армии.
В 1962 году — распределитель работ овощного цеха Крымского консервного комбината Краснодарского края. В 1962—1963 годах — и. о. механика мясного цеха Крымского консервного комбината. В 1963—1967 годах — и. о. заместителя начальника, начальник мясного цеха Крымского консервного комбината.
В 1966 году окончил Краснодарский политехнический институт по специальности инженер-механик.
В 1967—1968 — начальник консервного цеха Крымского консервного комбината Краснодарского края. В 1968—1970 — главный инженер Крымского консервного комбината Краснодарского края. В 1970—1974 — директор Крымского консервного комбината Краснодарского края
В 1974—1976 — начальник Краснодарского управления консервной промышленности (Краснодар). В 1976—1978 — генеральный директор Краснодарского производственного объединения консервной промышленности (Краснодар).
В 1978—1980 — заведующий отделом лёгкой промышленности и торговли Краснодарского крайкома КПСС (Краснодар). В 1980—1981 — секретарь Краснодарского райкома КПСС. В 1981—1985 — второй секретарь Краснодарского крайкома КПСС.
В 1982 году окончил Академию общественных наук по специальности — экономист.
В 1985—1987 — председатель исполнительного комитета Краснодарского краевого Совета народных депутатов (Краснодар).
В 1987—1988 — заместитель Председатель Госагропрома РСФСР — Министр РСФСР (Москва). В 1988—1989 — заместитель Председатель Госагропрома РСФСР — Министр РСФСР — начальник Главного управления пищевой промышленности. В 1989—1990 годах — заместитель Председатель Госагропрома РСФСР — Министр РСФСР — председатель Правления Роспищепрома.
В 1990—1991 годах — заместитель министра сельского хозяйства и продовольствия РСФСР — председатель Правления Российского государственно-кооперативного союза объединений, предприятий и организаций пищевой промышленности Минсельхозпрода РСФСР (Москва). В 1991—1992 годах — председатель Правления Российского государственно-кооперативного союза объединений, предприятий и организаций пищевой промышленности Минсельхозпрода РСФСР, г. Москва
В 1992—1994 годах — первый заместитель Министра сельского хозяйства Российской Федерации. С 1994 года по 26.05.99 — первый заместитель Министра сельского хозяйства и продовольствия Российской Федерации
С 26 мая 1999 года — Заместитель Председателя Правительства Российской Федерации, министр сельского хозяйства.
В мае 2000 года в ходе реорганизации правительства отправлен в отставку с поста вице-премьера.
Похоронен в Москве на Троекуровском кладбище.

## Награды
- Орден Трудового Красного Знамени
- Орден «Знак Почёта»
- Орден «За заслуги перед Отечеством» IV степени
- Медаль «В ознаменование 100-летия со дня рождения Владимира Ильича Ленина»
- Почётная грамота Правительства Российской Федерации (23 января 1999) — за большой личный вклад в развитие агропромышленного комплекса России и многолетний добросовестный труд